# Jérôme Romain
Jérôme Romain (San Martín (Francia), 12 de junio de 1971) es un atleta dominiqués de origen francés, especializado en la prueba de triple salto en la que llegó a ser medallista de bronce mundial en 1995.

## Carrera deportiva
En el Mundial de Gotemburgo 1995 ganó la medalla de bronce en el triple salto, con un salto de 17.59 metros, quedando en el podio tras el británico Jonathan Edwards que con 18.29 m batió el récord del mundo, y del bermudense Brian Wellman (plata con 17.62 m).